# 1983-as bécsi szárnyashajó-baleset
Az 1983-as bécsi szárnyashajó-baleset 1983. szeptember 5-én történt Ausztriában, a Bécs és Fischamend közötti Duna-szakaszon, az 1906-os folyamkilométernél. A balesetet okozó hordszárnyas hajó, a magyar Sirály I. völgymenetben haladva ütközött neki az Vilnius tolóhajó által mozgatott, Interlighter típusú bárkának. A szárnyashajó súlyosan megrongálódott, két utas meghalt, 33-an megsérültek.

## A baleset
A magyar felségjelzésű Sirály I. szárnyashajó, a fedélzetén 45 – főleg brit és osztrák állampolgárságú, emellett dán, német, lichtensteini és svéd – utassal és 6 főnyi személyzettel 14.45-kor kezdte meg az útját Bécsből Budapestre. Röviddel indulás után, Fischamend felé tartva, már utazósebességgel érte utol a maga előtt három megrakott bárkát toló szovjet Vilnius tolóhajót. A hordszárnyas hajó a Vilnius nyomvonalába állt, majd belekezdett az előzésbe. A kapitány azonban túl későn indította a manővert, a Sirály I. túl közel került a bárkához, ami Bernoulli törvényének értelmében magához rántotta a magánál kisebb hajót, így az az utazósebességén, 70 km/h-val nekicsapódott az Interlighter bárka sarokélének. A bárka éle átszakította a hajótestet a második üléssornál, valamint ék alakban felvágta a hajófeneket és a főfedélzetet is. Az első négy széksor összepréselődött, illetve a nyolc vízmentes légrekeszből kettő megsérült, ezáltal a hajó süllyedni kezdett, az utastér padlózata víz alá került. A járműben nagyjából 200 ezer forintos kár keletkezett.
Az ütközés után a szárnyashajó kapitánya mentálisan összeomlott, az első tiszt súlyos fejsérülést szenvedett, ezért a gépüzemvezető, Balázs László vette át az irányítást. Belátta, hogy mivel a hajó csak egy légkamra megsérülése esetén tudott volna a felszínen maradni, így el fog süllyedni; ezt megakadályozandó a jobb rakpartra vezette és zátonyra futtatta. Le is horgonyozta, nehogy a roncs visszacsúszhasson a mederbe.
Az osztrák hatóságok gyorsan megkezdték a mentést, a Vilnius parancsnoka pedig visszatért a hajóval, és csatlakozott hozzájuk.

### Túlélők és áldozatok
Az ütközés pillanatában a hajó kiszakadt oldalán egy brit házaspár kiesett a vízbe. A férfit sikerült kimenteni, de a felesége nem élte túl, a holttestét halászok találták meg néhány kilométerrel arrébb. Egy osztrák asszony hátrazuhant, a feje a sétafedélzet ajtajának csapódott, ami a halálát okozta. Még 33-an szenvedtek kisebb-nagyobb sérüléseket.

## Az érintett hajók

### ASirály I.

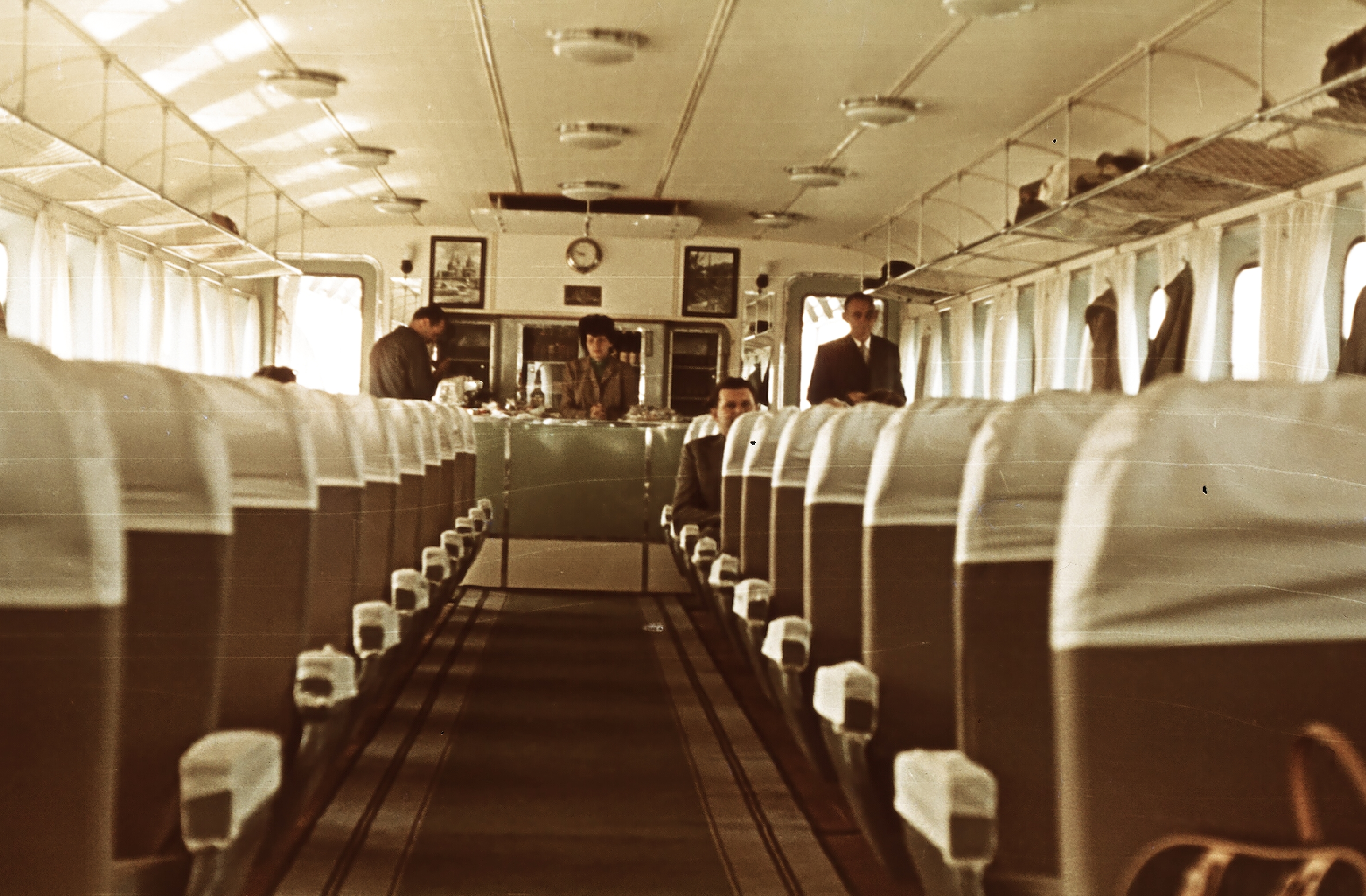
A szárnyashajó utastere

A Sirály I. Raketa-típusú 1962-es szovjet gyártású hordszárnyas hajó, 26,95 méter hosszú és 4,40 méter széles. Testének szerkezete dúralumíniumból készült, főgépének teljesítménye 1200 LE, tulajdonosa a Magyar Hajózási Részvénytársaság volt. 1962. augusztus 8-án avatták fel Budapesten, a Vigadó téri hajóállomáson.  1963. szeptember 14-én már volt egy kisebb balesete, amikor Bécs és Budapest között közlekedve zátonyra futott. A szerencsétlenül járt hajót Budapesten megjavították.
A baleset után a hajót kivonták a forgalomból, és szétbontották.

#### A hajó személyzete
- Gyurics József, kapitány
- első tiszt
- Majoros Gusztáv másodtiszt
- Balázs László, gépüzemvezető
- Lombos László, gépkezelő
- Stáber Béla, matróz

Érdekességnek számít, hogy a hajó gépkezelője az a Lombos László volt, aki az általa vezetett Hableány nevű sétahajó elsüllyedésekor veszítette életét a 2019-es budapesti hajókatasztrófában.

### AVilnius
Az Vilnius Frunze típusú, 1965-ös, magyar építésű kétcsavaros toló- és vontatóhajó. 57,61 méter hosszú, és 8,60 méter széles. Akkori tulajdonosa a Szovjetszkoje Dunajszkoje Goszudarsztvennoje Parahodsztvo (Szovjet Dunai Állami Hajózási Vállalat) szovjet vállalat volt. Később Kapitan Sztepanyuk néven üzemeltette az Ukrán Dunai Hajózási vállalat. Napjainkban már üzemel kívül van a hajó.

## A nyomozás
A Sirály I. kapitányát, Gyurics Józsefet azonnal őrizetbe vették, de első kihallgatásakor nem volt olyan állapotban, hogy beszélni tudjon a történtekről. A kihallgatáson is hárított: először ittasságra, majd amnéziára hivatkozott, később pedig azt mondta, hogy a MAHART-nál az a szokás, hogy az 50 méteres távolság eléréséig a hajó nyomvonalát követik, és ő is ezt csinálta, csak elszámolta magát. Azt is állította, hogy a Vilnius a tatját a szárnyashajó felé fordította, de ez lehetetlen volt, mert a tolóhajó már átmenetben hajózott, és ha a tatját felé fordítja, akkor a rakpartnak ütközött volna. Kiderült továbbá az is, hogy a baleset napján a parancsnok nagy mennyiségű alkoholt fogyasztott, véralkohol szintje akkor 2,25 ezrelék volt. Miután a férfi rájött, hogy balesetet okozott, tovább folytatta az ivást.
A tárgyalás végül megállapította: Gyurics József a bűnös. Nem számította ki a két hajó sebessége közötti különbséget, és a lehetőséget elszalasztva 50 másodperccel később kezdte meg az előzési manővert. Mikor úgy döntött, hogy nem balról, hanem jobbról előz, már annyi időt elvesztegetett, hogy az ütközés elkerülhetetlen volt. A bíróság megállapította, hogy Gyuricsnak nem volt meg a Sirály parancsnoki posztjának ellátásához minimálisan szükséges 24 havi első tiszti gyakorlata, mivel ténylegesen négy és fél hónapot szolgált a szárnyashajón. Emellett Gyurics — mint a tárgyaláson többször is elmondta — önmagát sem tartotta igazán képesnek a parancsnoki teendők ellátására. Ez pedig többek között azt is eredményezte, hogy a vádlott beosztottjai előtt sem bírt szakmai tekintéllyel.
A kapitányt tehát bűnösnek találták halálos tömegszerencsétlenséget okozó ittas vízi járművezetésben, és társadalmi tulajdonban jelentős kárt okozó gondatlan rongálásban. 5 év és 6 hónapi szabadságvesztésre ítélték, a másodfokú bíróság jóváhagyta az ítéletet. Kirótt büntetését letöltötte, ami után tolóhajón kapott munkát, de kapitányi beosztásba már soha nem került; az események megtörték, és néhány év szolgálat után önkezével véget vetett életének.